# Мечтаю о тебе
«Мечтаю о тебе» (англ. My Dream Is Yours, букв. «Мои мечты — твои») — американский фильм 1949 года. Режиссёр Майкл Кёртис.
Это музыкальная комедия с участием популярной звезды Дорис Дэй.
Фильм известен, в частности, музыкальным номером, в котором совместно поют и танцуют актеры и анимационные персонажи, среди которых - сказочный кролик Багс Банни. Это один из первых примеров применения анимации в игровом художественном кино.

## Содержание

Дорис Дэй в роли Марты Гибсон

Пользующийся успехом, хотя и довольно самолюбивый певец Гари Митчелл собирается покинуть популярное музыкальное радиошоу «Час очарований» на студии в Лос-Анджелесе. Это совсем не устраивает Феликса Гофера, владельца и босса этой передачи, ведь Гари Митчелл в ней — единственная настоящая звезда. Гофер надеется заключить с Гари Митчеллом новый контракт, однако у того другие планы. Бойкий и весьма деловой агент-импресарио Даг Блэйк, работающий на Гофера, пытается уговорить Гари, ссылаясь на их успешное сотрудничество в прошлом. Однако все напрасно — тот предпочитает заключить договор в другом месте. Даг Блэйк берется раздобыть нового звездного певца для «Часа очарований», взамен Гари. Он садится в самолет и отправляется в Нью-Йорк на поиски.
Прибыв в Нью-Йорк, Даг обходит всевозможные кабаре и ночные клубы, словом, такие места, где играют джаз и поют профессиональные певцы. В одном из баров Даг слышит по радио приятную легкую песенку «Приколы по-канадски». Звучащий в ней женский голосок кажется ему привлекательным. Песенку передают по специальному радио-автомату, исполняющему мелодии на заказ — стоит лишь опустить монетку и назвать мелодию. Сама передача ведется из радиостанции в городе, где, выслушав заказ, девушки ставят на проигрыватель нужную пластинку.
Не теряя ни минуты, Даг тут же отправляется на эту радиостанцию. Там он выясняет, что песенка, которую он слышал в баре, вовсе не была записью на пластинке — её пела на микрофон одна из девушек-служащих под существующую инструментальную запись. Самой девушки на студии однако уже нет, её успели уволить (петь в микрофон считалось серьёзным нарушением), а сердитый администратор не желает давать кому-либо её адрес.
И всё же Дагу удаётся отыскать её. Это молодая симпатичная особа по имени Марта Гибсон, у неё приятный голос и большое желание выступать перед публикой. Едва познакомившись, Даг сразу же обещает ей золотые горы: выступления на радио, хорошие заработки, славу в Голливуде — стоит лишь ей согласиться, чтобы он стал её агентом-представителем, и поехать с ним. Марта дает согласие, и Даг тут же летит вместе с нею в Лос-Анджелес.
По прибытии Даг приводит Марту на студию, чтобы Феликс Гофер мог её прослушать. Марта поёт перед микрофоном, в сопровождении оркестра песенку «Тик, тик, тик». Песенка легкая, приятная для слуха, однако старичка Гофера что-то в ней не устраивает — по его мнению, она слишком легкомысленная, слишком современная. Такое же отношение у него и к певице. Прослушивание, таким образом, не оправдало ожиданий, Марта не получает работы в шоу «Час очарований». Даг успокаивает девушку: в следующий раз ей должно повезти больше. В студии Марта знакомится с певцом Гари Митчеллом, у них завязывается роман.
Тем временем Даг, верный своим обязательствам по отношению к Марте, пытается устроить её певицей в какое-нибудь другое место — на радиостудию, в мюзик-холл, ресторан. Однако все его попытки не дают результата. Разочарованная, Марта готова вернуться в Нью-Йорк. Даг уговаривает её подождать: благоприятный случай, возможно, ещё подвернется.
После долгих испытаний и многочисленных попыток Дагу удается все же заинтересовать босса молодой певицей. Марта становится новой звездой «Часа очарований», да и просто широко популярной артисткой: её приглашают в разные города, её фото появляются на обложках журналов, она становится богатой и т. д. Романтическая связь Марты с Гари Митчеллом не выдерживает испытания временем, тогда как верному и благородному Дагу Блэйку, втайне давно влюбленному в нее, удаётся завоевать её сердце.

## В ролях
- Дорис Дэй — Марта Гибсон, молодая, привлекательная дебютантка
- Джек Карсон — Даг Блэйк, агент-импресарио
- Ли Боуман — Гари Митчелл, певец
- С. З. Сакалл — Феликс Гофер, босс передачи «Час очарований»
- Селена Ройл — Фреда Гофер, мамочка Феликса Гофера
- Ив Арден — Вивиан Мартин (Ви), сотрудница радиоцентра
- Адольф Менжу — Томас Хатчинс, администратор
- Эдгар Кеннеди — дядя Чарли
- Шелдон Леонард — Граймз
- Франклин Пэнгборн — менеджер радиостанции в Нью-Йорке

## Музыкальные номера из фильма
- Музыка: Гарри Уоррен
- Слова к текстам песен: Ральф Блэйн
  - My Dream Is Yours («Мои мечты — твои») — исп. Ли Боуман (дубл. Хэл Дервин) и Дорис Дэй
  - You May Not Be an Angel («Ты может и не ангел») — Исп. Дорис Дэй
  - Cuttin' Capers («Приколы по-канадски») — муз. адаптация — Гарри Уоррен. Исп. Дорис Дэй
  - Tick, Tick, Tick («Тик-тик-тик») — исп. Дорис Дэй
  - Love Finds A Way («Любовь найдет дорогу») — исп. Ли Боуман (дубл. Хэл Дервин) и Дорис Дэй
  - Someone Like You («Кто-то, вроде тебя») — исп. Дорис Дэй
  - Lullaby («Колыбельная») — исп. Дорис Дэй
  - Freddie, Get Ready («Фрэдди, просыпайся!») — исп. Дорис Дэй, Джек Карсон и кролик Багс-Банни (озвучен Мэл Бланк). Музыка — Ференц Лист, Гарри Уоррен (муз. обработка)
  - You Must Have Been a Beautiful Baby («Ты, наверно, чудный мальчик») — исп. Дорис Дэй (слова Джонни Мерсер).